# México baila
México Baila fue un reality show de baile mexicano producido por TV Azteca para Azteca Trece en 2013. Fue presentado por Rafael Araneda y Raquel Bigorra, en el que famosos y ciudades del país competían por ganar en pro de una causa social. Cada semana, tres ciudades competían con bailes masivos que eran realizados por expertos bailarines. 
Se transmitió los sábados a las 20:00 hrs por Azteca Trece. 

## Dinámica
Para la competencia de ciudades se enfrentarán tres por semana con coreografías multitudinarias realizadas por bailarines profesionales. La ciudad más votada de cada semana pasará a la siguiente etapa del programa, en la cual se harán eliminatorias hasta conocer a la ganadora.
Una celebridad y un bailarín experto representarán cada semana a una ciudad distinta. La pareja con menor puntaje será eliminada, mientras la pareja con mayor número de puntos en algunas galas tiene inmunidad.
El rango de puntos es de 1-10, era otorgado por cada juez, Biby Gaytán, Emma Pulido y Matilde Obregón teniendo una de ellas (variablemente) el voto incógnito, el cual será revelado al término de la emisión, pudiendo éste cambiar los resultados finales. Al último solo una pareja será triunfadora y será campeona de la primera temporada de México Baila.

## Celebridades
Después de solo un baile, Aline Hernández se retiró de la competencia debido a dos costillas fisuradas. Ella es la primera celebridad que retirarse debido a una lesión. La actriz y cantante, Ivonne Montero la reemplaza, con su bailarín permanentemente. Vanessa Claudio después de una semana de expulsión regresó a la competencia el 27 de julio del 2013 por votos del público. 
| Última Ciudad Representada | Celebridad               | Ocupación                     | Bailarín Profesional    | Estatus                                       |
| -------------------------- | ------------------------ | ----------------------------- | ----------------------- | --------------------------------------------- |
| Estado de México           | Celia Lora               | Hija de Álex Lora             | Airam Leal              | 1.ª Eliminada el 1 de junio de 2013           |
| Guadalajara                | Aline Hernández          | Actriz y presentadora         | Kris Hernández          | Se retiró el 7 de junio de 2013               |
| Ayala                      | Alan Ciangherotti        | Actor                         | Audi Vel Mac            | 2.º Eliminado el 8 de junio de 2013           |
| Yucatán                    | Wendy Braga              | Hija de Armando Braga         | Jorge Narcio            | 3.ª Eliminada el 15 de junio de 2013          |
| Baja California            | Ivonne Montero           | Actriz y Cantante             | Kris Hernández          | Integrada el 8 de junio de 2013               |
| Baja California            | Ivonne Montero           | Actriz y Cantante             | Kris Hernández          | 4.ª Eliminada el 22 de junio de 2013          |
| Cancún                     | Víctor González Reynoso  | Actor                         | Silvia Fernández        | 5.º Eliminado el 29 de junio de 2013          |
| Playa del Carmen           | Jorge "El Travieso" Arce | Exboxeador                    | Roxanna "Rox" Rodríguez | 6.º Eliminado el 6 de julio de 2013           |
| Acapulco                   | Michelle Vieth           | Actriz                        | Armando Pérez           | 7.ª Eliminada el 13 de julio de 2013          |
| Jalisco                    | Daniel Bisogno           | Animador de TV y actor cómico | Charlotte               | 9.º Eliminado el 27 de julio de 2013          |
| Metepec                    | Vanessa Claudio          | Actriz y presentadora         | Luis Medina             | 8.ª Eliminada el 20 de julio de 2013          |
| Metepec                    | Vanessa Claudio          | Actriz y presentadora         | Luis Medina             | Reintegrada el 27 de julio de 2013            |
| Estado de México           | Vanessa Claudio          | Actriz y presentadora         | Luis Medina             | 10.ª Re-Eliminada el 3 de agosto de 2013      |
| Coahuila                   | Peter “La Anguila”       | Cantante                      | Ximena Azaola           | 11.º Eliminado el 10 de agosto de 2013        |
| Estado de México           | Aura Cristina Geithner   | Actriz                        | Jonatan Jiménez         | 5.º lugar (finalista) el 24 de agosto de 2013 |
| Tamaulipas                 | María Fernanda Yépes     | Actriz                        | Ángel Eitan Téllez      | 4.º lugar (finalista) el 24 de agosto de 2013 |
| Monterrey                  | Jorge Alberti            | Actor y modelo                | Marilú García Luna      | 3.er lugar el 24 de agosto de 2013            |
| Acapulco                   | Lambda García            | Actor y modelo                | Marisol Hernández       | 2.º Lugar el 24 de agosto de 2013             |
| Veracruz                   | Niurka Marcos            | Vedete y actriz               | Juventino Mendoza       | Ganadora el 24 de agosto de 2013              |

## Promedios
Esta tabla solo cuenta para las danzas. Se califican en una escala tradicional de 30 puntos. (La puntuación de Michelle Vieth en la segunda semana no se incluye porque dicha puntuación era de Niurka Marcos, quien a pesar de tener inmunidad eligió ser calificada en su lugar) (Niurka Marcos no obtuvo puntos en la quinta semana por ser inmune)
| Posición por promedio | Lugar | Famoso                   | Puntos Totales | N.º de Bailes | Promedio |
| --------------------- | ----- | ------------------------ | -------------- | ------------- | -------- |
| 1                     | 2     | Lambda García            | 431            | 17            | 25.35    |
| 2                     | 3     | Jorge Alberti            | 418            | 17            | 24.59    |
| 3                     | 4     | María Fernanda Yépes     | 395            | 17            | 23.23    |
| 4                     | 5     | Aura Cristina Geithner   | 393            | 17            | 23.12    |
| 5                     | 1     | Niurka Marcos            | 368            | 16            | 23.00    |
| 6                     | 7     | Vanessa Claudio          | 286            | 13            | 22.00    |
| 7                     | 8     | Daniel Bisogno           | 234            | 11            | 21.28    |
| 8                     | 9     | Michelle Vieth           | 122            | 6             | 20.33    |
| 9                     | 6     | Peter "La Anguila"       | 288            | 15            | 19.20    |
| 10                    | 11    | Víctor González          | 94             | 5             | 18.80    |
| 11                    | 12    | Ivonne Montero           | 55             | 3             | 18.33    |
| 12                    | 10    | Jorge "El Travieso" Arce | 105            | 6             | 17.50    |
| 13                    | 13    | Wendy Braga              | 52             | 3             | 17.33    |
| 14                    | 15    | Aline Hernández          | 17             | 1             | 17.00    |
| 15                    | 14    | Alan Ciangherotti        | 30             | 2             | 15.00    |
| 16                    | 16    | Celia Lora               | 13             | 1             | 13.00    |

## Puntuación de rutinas más altas y más bajas
Los mejores y peores actuaciones en cada baile según escala de 30 puntos de los jueces son los siguientes:
| Baile                 | Mejor Bailarín(es)                     | Mayor Puntuación | Peor Bailarín(es)                             | Peor Puntuación |
| --------------------- | -------------------------------------- | ---------------- | --------------------------------------------- | --------------- |
| Aqua Dance            | Jorge Alberti & Aura Cristina Geithner | 29               | Víctor González                               | 15              |
| Bachata               | Vanessa Claudio                        | 24               | Vanessa Claudio                               | 24              |
| Baile con fuego       | Niurka Marcos                          | 26               | Vanessa Claudio                               | 17              |
| Baile bajo la lluvia  | Niurka Marcos                          | 25               | Daniel Bisogno                                | 21              |
| Baile Fusión          | Lambda García (Tap/Danza Aérea)        | 28               | María Fernanda Yépes (Quickstep/Foxtrot)      | 24              |
| Banda                 | Vanessa Claudio                        | 21               | Vanessa Claudio                               | 21              |
| Broadway              | María Fernanda Yépes                   | 28               | María Fernanda Yépes                          | 28              |
| Cha-cha-cha           | Jorge Alberti                          | 24               | Jorge Alberti                                 | 24              |
| Charleston            | Daniel Bisogno                         | 25               | María Fernanda Yépes                          | 24              |
| Contemporáneo         | Lambda García                          | 22               | Celia Lora                                    | 13              |
| Cumbia Texana         | Peter "La Anguila"                     | 16               | Peter "La Anguila"                            | 16              |
| Danza Aérea           | Jorge Alberti                          | 29               | Michelle Vieth                                | 15              |
| Disco                 | Lambda García                          | 25               | Ivonne Montero & Aura Cristina Geithner       | 20              |
| Foxtrot               | Peter "La Anguila"                     | 23               | Aline Hernández                               | 17              |
| Freestyle             | Lambda García                          | 25               | Ivonne Montero                                | 18              |
| Folclore              | Vanessa Claudio & Lambda García        | 24               | Daniel Bisogno                                | 16              |
| Hip-Hop               | Peter "La Anguila"                     | 23               | Peter "La Anguila"                            | 23              |
| Jazz                  | Wendy Braga                            | 19               | Jorge Alberti                                 | 18              |
| Jive                  | Vanessa Claudio                        | 20               | María Fernanda Yépes                          | 18              |
| Lambada               | Vanessa Claudio                        | 21               | Vanessa Claudio                               | 21              |
| Latino                | Vanessa Claudio                        | 26               | Peter "La Anguila" & Jorge "El Travieso" Arce | 16              |
| Lírico                | Aura Cristina Geithner                 | 25               | María Fernanda Yépes                          | 17              |
| Mambo                 | Daniel Bisogno                         | 20               | Peter "La Anguila"                            | 19              |
| Merengue              | Daniel Bisogno                         | 27               | Niurka Marcos                                 | 25              |
| Paso Doble            | Jorge "El Travieso" Arce               | 16               | Alan Ciangherotti                             | 15              |
| Pole Dance            | Jorge Alberti                          | 27               | Niurka Marcos                                 | 20              |
| Quickstep             | Aura Cristina Geithner                 | 24               | Jorge "El Travieso" Arce                      | 16              |
| Reguetón              | María Fernanda Yépes                   | 25               | Peter "La Anguila"                            | 24              |
| Rock                  | Víctor González                        | 20               | Víctor González                               | 20              |
| Rock & Roll           | Lambda García                          | 25               | Peter "La Anguila"                            | 19              |
| Rumba                 | Víctor González                        | 20               | Alan Ciangherotti                             | 15              |
| Rumba Flamenca        | Aura Cristina Geithner                 | 26               | María Fernanda Yépes                          | 21              |
| Patinaje sobre ruedas | Lambda García                          | 29               | Jorge Alberti                                 | 26              |
| Quebradita            | Niurka Marcos                          | 23               | Jorge "El Travieso" Arce                      | 17              |
| Salsa                 | Jorge Alberti                          | 29               | Aura Cristina Geithner                        | 16              |
| Samba                 | Peter "La Anguila"                     | 21               | Peter "La Anguila"                            | 17              |
| Swing                 | Víctor González                        | 18               | Víctor González                               | 18              |
| Tango                 | Lambda García                          | 27               | Aura Cristina Geithner                        | 19              |
| Vals                  | Niurka Marcos                          | 21               | Michelle Vieth & Ivonne Montero               | 17              |

## Las Puntuaciones y canciones Semanales
A menos que se indique lo contrario, las puntuaciones individuales en los gráficos siguientes (entre paréntesis) se enumeran en este orden de juezas de izquierda a derecha: Bibi Gaytán, Emma Pulido, Matilde Obregón.

### Semana 1
Orden de Baile por famoso, "Con Voto Secreto" y resultado. Esta semana el voto secreto lo emitió Matilde Obregón.
| Famoso                   | Puntuación | Baile               | Canción                                            | Resultado        |
| ------------------------ | ---------- | ------------------- | -------------------------------------------------- | ---------------- |
| Michelle Vieth           | 17 (6,5,6) | Salsa               | "Yo No Sé Mañana"—Luis Enrique                     | A Salvo          |
| Peter "La Anguila"       | 17 (5,6,6) | Free Style          | "Sexy and I Know It"—LMFAO                         | A Salvo          |
| Celia Lora               | 13 (2,5,6) | Danza Contemporánea | "Tan Solo Un Minuto"—Río Roma                      | Eliminada        |
| Jorge Alberti            | 18 (6,6,6) | Jazz                | "Finally Found You"—Enrique Iglesias               | A Salvo          |
| Wendy Braga              | 19 (6,7,6) | Jazz                | "Play Hard"—David Guetta                           | A Salvo          |
| María Fernanda Yépes     | 18 (5,6,7) | Jive                | "Candyman"—Christina Aguilera                      | A Salvo          |
| Daniel Bisogno           | 20 (7,6,7) | Mambo               | "La Niña Popof"—Dámaso Pérez Prado                 | A Salvo          |
| Aline Hernández          | 17 (5,6,6) | Foxtrot             | "It's Oh So Quiet"—Bjork                           | A Salvo          |
| Vanessa Claudio          | 20 (7,6,7) | Free Style          | "Rompe"—Daddy Yankee                               | A Salvo          |
| Víctor González          | 18 (5,6,7) | Swing               | "Sing, Sing, Sing"—Chris Tomlin                    | A Salvo          |
| Jorge "El Travieso" Arce | 17 (5,5,7) | Free Style          | "The time of my life"—Bill Medley                  | A Salvo          |
| Aura Cristina Geithner   | 16 (5,5,6) | Salsa               | "El Amor"—Tito el Bambino                          | A Salvo          |
| Lambda García            | 22 (8,7,7) | Contemporáneo       | "Just the Way You Are"—Bruno Mars                  | A Salvo          |
| Alan Ciangherotti        | 15 (5,5,5) | Rumba               | “Sway with Me”—Michael Bublé                       | En Riesgo        |
| Niurka Marcos            | 23 (8,7,8) | Quickstep           | "Diamonds are a Girl’s Best Friend"—Carol Channing | Mayor Puntuación |

### Semana 2
Orden de Baile por famoso, "Con Voto Secreto" y resultado. Esta semana el voto secreto lo emitió Matilde Obregón.
| Famoso                   | Puntuación | Baile         | Canción                                               | Película Basada      | Resultado        |
| ------------------------ | ---------- | ------------- | ----------------------------------------------------- | -------------------- | ---------------- |
| Aura Cristina Geithner   | 19 (7,5,7) | Tango         | "El Tango"—Max Olsen                                  | Moulin Rouge!        | A Salvo          |
| Jorge "El Travieso" Arce | 16 (5,5,6) | Paso Doble    | "Eye of the Tiger"—Survivor                           | Rocky                | En Riesgo        |
| Vanessa Claudio          | 19 (6,6,7) | Free Style    | "One Night Only"—Beyoncé                              | Dreamgirls           | A Salvo          |
| Víctor González          | 20 (7,6,7) | Rumba         | "My heart will go on"—Céline Dion                     | Titanic              | A Salvo          |
| Jorge Alberti            | 21 (7,7,7) | Quickstep     | "Footloose"—Kenny Loggins                             | Footloose            | A Salvo          |
| Wendy Braga              | 19 (6,6,7) | Foxtrot       | "Hanky Panky"—Madonna                                 | Dick Tracy           | A Salvo          |
| Daniel Bisogno           | 20 (6,6,8) | Free Style    | "Grease Mega Mix"—John Travolta & Olivia Newton-John  | Vaselina             | A Salvo          |
| Ivonne Montero           | 20 (6,6,8) | Disco         | "Dancing Queen"—ABBA                                  | Muriel's Wedding     | A Salvo          |
| Peter "La Anguila"       | 17 (5,6,6) | Samba         | "Back in Time"—Pitbull                                | Hombres de negro III | A Salvo          |
| María Fernanda Yépes     | 17 (7,5,5) | Lírico        | "I Have Nothing"—Whitney Houston                      | El guardaespaldas    | A Salvo          |
| Alan Ciangherotti        | 15 (6,5,4) | Paso Doble    | "Canción del Mariachi"—Antonio Banderas Ft. Los Lobos | Pistolero            | Eliminado        |
| Michelle Vieth           | N/A        | Free Style    | "Flashdance...What A Feeling"—Irene Cara              | Flashdance           | Pase*            |
| Niurka Marcos            | 20 (7,5,8) | Contemporáneo | "Skyfall"—Adele                                       | Skyfall              | A Salvo          |
| Lambda García            | 25 (9,7,9) | Disco         | "You Should Be Dancing"—Bee Gees                      | Saturday Night Fever | Mayor Puntuación |

- Niurka Marcos otorga a Michelle Vieth su inmunidad, y su puntuación cuenta para ambas parejas.

### Semana 3
Orden de Baile por famoso, "Con Voto Secreto" y resultado. Esta semana el voto secreto lo emitió Biby Gaytán.
| Famoso                   | Puntuación | Baile                | Canción                                  | Resultado        |
| ------------------------ | ---------- | -------------------- | ---------------------------------------- | ---------------- |
| Jorge Alberti            | 20 (7,6,7) | Baile bajo la lluvia | "Rain Over Me"—Pitbull Ft. Marc Anthony  | A Salvo          |
| Vanessa Claudio          | 20 (7,6,7) | Jive                 | "Vive la Vida Loca"—Ricky Martin         | A Salvo          |
| Jorge "El Travieso" Arce | 17 (6,5,6) | Quebradita           | "Que Bonita"—Banda el Recodo             | En Riesgo        |
| Ivonne Montero           | 18 (6,4,8) | Free Style           | "Believe"—Cher                           | A Salvo          |
| Niurka Marcos            | 20 (9,3,8) | Salsa                | "Quimbara"—Celia Cruz                    | En Riesgo        |
| Michelle Vieth           | 22 (8,7,7) | Vals                 | "Rolling in the Deep"—Adele              | A Salvo          |
| Daniel Bisogno           | 21 (7,7,7) | Free Style           | "I Gotta Feeling"—Black Eyed Peas        | A Salvo          |
| Wendy Braga              | 14 (5,5,4) | Free Style           | "What Makes You Beautiful"—One Direction | Eliminada        |
| Aura Cristina Geithner   | 22 (7,7,8) | Foxtrot              | "Man!I Feel Like a Woman!"—Shania Twain  | A Salvo          |
| Víctor González          | 20 (6,7,7) | Rock                 | "Dancing with Myself"—Billy Idol         | A Salvo          |
| Peter "La Anguila"       | 20 (7,6,7) | Latino               | "Tabú"—Don Omar                          | A Salvo          |
| María Fernanda Yépes     | 23 (7,8,8) | Baile bajo la lluvia | "Umbrella"—Rihanna                       | A Salvo          |
| Lambda García            | 25 (9,8,8) | Danza Aérea          | "Just Give Me a Reason"—P!nk             | Mayor Puntuación |

### Semana 4
Orden de Baile por famoso, "Con Voto Secreto" y resultado. Esta semana el voto secreto lo emitió Biby Gaytán.
| Famoso                   | Puntuación  | Baile      | Canción                                            | Resultado        |
| ------------------------ | ----------- | ---------- | -------------------------------------------------- | ---------------- |
| Vanessa Claudio          | 23 (8,7,8)  | Salsa      | "Valió la pena"—Marc Anthony                       | A Salvo          |
| Víctor González          | 21 (7,7,7)  | Quickstep  | "One Way or Another (Teenage Kicks)"—One Direction | A Salvo          |
| Aura Cristina Geithner   | 24 (8,7,9)  | Quickstep  | "Single Ladies"—Beyoncé                            | A Salvo          |
| Peter "La Anguila"       | 18 (5,6,7)  | Aqua Dance | "November Rain"—Guns N' Roses                      | En Riesgo        |
| María Fernanda Yépes     | 21 (7,6,8)  | Salsa      | "La Vida es un Carnaval"—Celia Cruz                | A Salvo          |
| Michelle Vieth           | 23 (8,7,8)  | Lírico     | "Firework"—Katy Perry                              | A Salvo          |
| Jorge "El Travieso" Arce | 20 (7,6,7)  | Latino     | "Boom Boom"—Chayanne                               | En Riesgo        |
| Jorge Alberti            | 27 (9,8,10) | Aqua Dance | "Crazy"—Aerosmith                                  | Mayor Puntuación |
| Lambda García            | 25 (9,7,9)  | Free Style | "Locked Out of Heaven"—Bruno Mars                  | A Salvo          |
| Ivonne Montero           | 17 (6,6,5)  | Vals       | "¡Corre!"—Jesse & Joy                              | Eliminada        |
| Daniel Bisogno           | 21 (7,7,7)  | Foxtrot    | "New York, New York Remix"—John Kandee & Fred Ebb  | A Salvo          |
| Niurka Marcos            | 25 (9,7,9)  | Aqua Dance | "Total Eclipse of the Heart"—Bonnie Tyler          | A Salvo          |

### Semana 5
Orden de Baile por famoso, "Con Voto Secreto" y resultado. Esta semana el voto secreto lo emitió Emma Pulido.
| Famoso                   | Puntuación | Baile          | Canción                             | Resultado        |
| ------------------------ | ---------- | -------------- | ----------------------------------- | ---------------- |
| Michelle Vieth           | 24 (8,7,9) | Danza Aérea    | "Titanium"—David Guetta             | A Salvo          |
| María Fernanda Yépes     | 21 (7,7,7) | Rumba Flamenca | "Volaré"—Gipsy Kings                | A Salvo          |
| Víctor González          | 15 (6,4,5) | Aqua Dance     | "Como yo nadie te ha amado"—Yuridia | Eliminado        |
| Vanessa Claudio          | 21 (7,7,7) | Lambada        | "Dançando Lambada"—Kaoma            | A Salvo          |
| Peter "La Anguila"       | 19 (6,6,7) | Rock & Roll    | "Johnny B. Goode"—Chuck Berry       | En Riesgo        |
| Lambda García            | 24 (7,8,9) | Aqua Dance     | "Bad Romance"—Lady Gaga             | A Salvo          |
| Aura Cristina Geithner   | 22 (8,6,8) | Latino         | "Don't Stop The Party"—Pitbull      | A Salvo          |
| Jorge "El Travieso" Arce | 16 (6,5,5) | Quickstep      | "Mambo No. 5"—Lou Bega              | En Riesgo        |
| Daniel Bisogno           | 22 (7,7,8) | Salsa          | "Talento de TV"—Willie Colon        | A Salvo          |
| Jorge Alberti            | 26 (9,8,9) | Danza Aérea    | "Diamonds"—Rihanna                  | Mayor Puntuación |
| Niurka Marcos            | (No Bailó) | Quebradita     | "La Quebradora"—Banda el Recodo     | Pase Immune*     |

- Niurka Marcos usa la inmunidad, y pasa automáticamente a próxima gala y realiza su baile planeado para la gala 5.

### Semana 6
Orden de Baile por famoso, "Con Voto Secreto" y resultado. Esta semana el voto secreto lo emitió Biby Gaytán.
| Famoso                   | Puntuación  | Baile       | Canción                                                  | Resultado        |
| ------------------------ | ----------- | ----------- | -------------------------------------------------------- | ---------------- |
| Daniel Bisogno           | 25 (8,8,9)  | Charleston  | "Hot Honey Rag"—Chicago                                  | A Salvo          |
| Aura Cristina Geithner   | 20 (7,7,6)  | Disco       | "I will survive" & "Survivor"—Version Glee               | En Riesgo        |
| Vanessa Claudio          | 24 (8,8,8)  | Bachata     | "La bilirrubina"—Juan Luis Guerra                        | A Salvo          |
| Lambda García            | 25 (9,8,8)  | Rock & Roll | "Happy"—C2C Feat. Derek Martin                           | A Salvo          |
| Jorge "El Travieso" Arce | 16 (6,5,5)  | Salsa       | "A puro dolor"—Son By Four                               | Eliminado        |
| Michelle Vieth           | 20 (6,5,9)  | Latino      | "Follow the leader"—Wisin & Yandel Ft. Jennifer Lopez    | A Salvo          |
| María Fernanda Yépes     | 27 (8,9,10) | Danza Aérea | "Try"—P!nk                                               | Mayor Puntuación |
| Peter "La Anguila"       | 24 (8,7,9)  | Reguetón    | "La noche de los dos"—Wisin & Yandel Ft. Natalia Jiménez | A Salvo          |
| Niurka Marcos            | 23 (9,6,8)  | Quebradita  | "La Quebradora"—Banda el Recodo                          | En Riesgo        |
| Jorge Alberti            | 23 (8,7,8)  | Tango       | "Cell Block Tango"—Chicago                               | A Salvo          |

### Semana 7
Orden de Baile por famoso, "Con Voto Secreto" y resultado. Esta semana el voto secreto lo emitió Matilde Obregón.
| Famoso               | Puntuación | Baile                | Canción                                                  | Resultado        |
| -------------------- | ---------- | -------------------- | -------------------------------------------------------- | ---------------- |
| Jorge Alberti        | 21 (7,6,8) | Latino               | "Live it up"—Jennifer Lopez Ft. Pitbull                  | A Salvo          |
| Michelle Vieth       | 15 (6,5,4) | Danza Aérea          | "Girl on Fire"—Alicia Keys                               | Eliminada        |
| María Fernanda Yépes | 20 (6,6,8) | Tango                | "Bad"—Michael Jackson                                    | En Riesgo        |
| Daniel Bisogno       | 21 (6,7,8) | Baile bajo la lluvia | "Singing in the rain"—Gene Kelly                         | A Salvo          |
| Vanessa Claudio      | 23 (8,7,8) | Quickstep            | "Come On Eileen"—Dexy's Midnight Runners                 | A Salvo          |
| Lambda García        | 24 (8,7,9) | Rumba Flamenca       | "Por La Cara"—Mecano                                     | Mayor Puntuación |
| Aura Cristina        | 24 (8,7,9) | Reguetón             | "Ven Conmigo"—Daddy Yankee Ft. Prince Royce              | Mayor Puntuación |
| Peter "La Anguila"   | 18 (7,5,6) | Salsa                | "¿Por qué les mientes?"—Tito el Bambino Ft. Marc Anthony | En Riesgo        |
| Niurka Marcos        | 21 (7,6,8) | Vals                 | "Halo"—Beyoncé                                           | A Salvo          |

### Semana 8
Orden de Baile por famoso, "Con Voto Secreto" y resultado. Esta semana el voto secreto lo emitió Biby Gaytán.
Baile (Primera Parte)
| Famoso                 | Puntuación  | Baile(s)    | Canción                                  |
| ---------------------- | ----------- | ----------- | ---------------------------------------- |
| Niurka Marcos          | 27 (9,8,10) | Danza Aérea | "Llorar"—Jesse & Joy Ft. Mario Domm      |
| Daniel Bisogno         | 25 (7,9,9)  | Latino      | "Dance Again"—Jennifer Lopez Ft. Pitbull |
| Vanessa Claudio        | 21 (7,7,7)  | Banda       | "Cacahuates y Pistaches"—Banda MS        |
| Peter "La Anguila"     | 23 (7,7,9)  | Foxtrot     | "Runaway Baby"—Bruno Mars                |
| María Fernanda Yépes   | 22 (7,7,8)  | Reguetón    | "Limbo"—Daddy Yankee                     |
| Jorge Albeti           | 27 (9,9,9)  | Pole Dance  | "No Air"—Jordin Sparks Ft. Chris Brown   |
| Lambda García          | 28 (9,9,10) | Tap Aéreo   | "Suerte"—Paty Cantú                      |
| Aura Cristina Geitnher | 25 (8,8,9)  | Lírico      | "You And I"—Lady Gaga                    |

Baile (Segunda Parte)
| Famoso                 | Puntuación  | Baile       | Canción                                           | Resultado        |
| ---------------------- | ----------- | ----------- | ------------------------------------------------- | ---------------- |
| Niurka Marcos          | 25 (8,7,10) | Merengue    | "El Baile del Beeper"—Oro Sólido                  | A Salvo          |
| Daniel Bisogno         | 27 (8,9,10) | Merengue    | "El Baile del Beeper"—Oro Sólido                  | Mayor Puntuación |
| Vanessa Claudio        | 19 (7,6,6)  | Samba       | "Magalenha"—Sérgio Mendes                         | Eliminada        |
| Peter "La anguila"     | 21 (7,6,8)  | Samba       | "Magalenha"—Sérgio Mendes                         | En Riesgo        |
| María Fernanda Yépes   | 24 (8,8,8)  | Rock & Roll | "Rock A Beatin' Boogie"—Bill Haley And His Comets | En Riesgo        |
| Jorge Alberti          | 24 (8,8,8)  | Rock & Roll | "Rock A Beatin' Boogie"—Bill Haley And His Comets | A Salvo          |
| Lambda García          | 25 (9,8,8)  | Salsa       | "Y Hubo Alguien"—Marc Anthony                     | A Salvo          |
| Aura Cristina Geitnher | 24 (8,8,8)  | Salsa       | "Y Hubo Alguien"—Marc Anthony                     | A Salvo          |

### Semana 9
Orden de Baile por famoso, "Con Voto Secreto" y resultado. Esta semana el voto secreto lo emitió Matilde Obregón.
Baile (Primera Parte)
| Famoso                 | Puntuación   | Baile(s)          | Canción                                |
| ---------------------- | ------------ | ----------------- | -------------------------------------- |
| Niurka Marcos          | 26 (9,8,9)   | Baile con Fuego   | "Gitana"—Shakira                       |
| Peter "La Anguila"     | 16 (6,5,5)   | Cumbia Texana     | "La Caderita"—Lore Lore                |
| María Fernanda Yépes   | 24 (8,8,8)   | Foxtrot Quickstep | "Mercy"—Duffy                          |
| Lambda García          | 26 (9,8,9)   | Pole Dance        | "Next To Me"—Emeli Sandé               |
| Aura Cristina Geitnher | 26 (9,8,9)   | Rumba Flamenca    | "Eyes On Me"—Céline Dion               |
| Jorge Alberti          | 29 (10,9,10) | Salsa             | "Aguanilé"—Héctor Lavoe                |
| Vanessa Claudio        | 26 (9,8,9)   | Latino            | "She Bangs"—Ricky Martin               |
| Daniel Bisogno         | 16 (6,5,5)   | Aqua Dance        | "Bajo el mar"—La Sirenita, La Película |

Baile (Segunda Parte)
| Famoso                 | Puntuación   | Baile(s)   | Canción                                     | Resultado |
| ---------------------- | ------------ | ---------- | ------------------------------------------- | --------- |
| Niurka Marcos          | 25 (8,8,9)   | Aqua Dance | "Adelante Corazón"—María José               | A Salvo   |
| Peter "La Anguila"     | 20 (6,8,6)   | Aqua Dance | "Adelante Corazón"—María José               | En Riesgo |
| María Fernanda Yépes   | 27 (9,8,10)  | Aqua Dance | "Die Young"—Ke$ha                           | A Salvo   |
| Lambda García          | 26 (9,8,9)   | Aqua Dance | "Die Young"—Ke$ha                           | A Salvo   |
| Aura Cristina Geitnher | 29 (10,9,10) | Aqua Dance | "Sin Ti"—Samo                               | A Salvo   |
| Jorge Alberti          | 29 (10,9,10) | Aqua Dance | "Sin Ti"—Samo                               | A Salvo   |
| Vanessa Claudio        | 23 (8,8,7)   | Folclore   | "Jarabe Tapatio"—Folclore típico de Jalisco | En Riesgo |
| Daniel Bisogno         | 16 (6,5,5)   | Folclore   | "Jarabe Tapatio"—Folclore típico de Jalisco | Eliminado |

### Semana 10
Orden de Baile por famoso, "Con Voto Secreto" y resultado. Esta semana el voto secreto lo emitió Biby Gaytán.
| Famoso                 | Puntuación  | Baile(s)        | Canción                                        | Posición         |
| ---------------------- | ----------- | --------------- | ---------------------------------------------- | ---------------- |
| Vanessa Claudio        | 21 (7,7,7)  | Latino          | "Let's Get Loud"—Jennifer Lopez                | Eliminada        |
| Vanessa Claudio        | 17 (6,5,6)  | Baile con fuego | "Pegate"—Ricky Martin                          | Eliminada        |
| Niurka Marcos          | 21 (7,4,10) | Tango           | "La Comparsita"—Carlos Gardel                  | En Riesgo        |
| Niurka Marcos          | 20 (7,5,8)  | Folclore        | "El Colas"—Los Nacionales de Jacinto Gatica    | En Riesgo        |
| Peter "La Anguila"     | 19 (6,5,8)  | Mambo           | "Ran Kan Kan"—Tito Puente                      | En Riesgo        |
| Peter "La Anguila"     | 23 (7,7,9)  | Hip-Hop         | "Thrift Shop"—Macklemore & Ryan Lewis Ft. Wanz | En Riesgo        |
| Aura Cristina Geitnher | 24 (8,7,9)  | Freestyle       | "Prefiero ser su amante"—María José            | Mayor Puntuación |
| Aura Cristina Geitnher | 28 (9,9,10) | Danza Aérea     | "Someone like You"—Adele                       | Mayor Puntuación |
| Lambda García          | 23 (8,7,8)  | Salsa           | "Arranca en Fa"—Sonora Carruseles              | A Salvo          |
| Lambda García          | 24 (8,8,8)  | Folclore        | "El Querreque"                                 | A Salvo          |
| María Fernanda Yépes   | 24 (8,8,8)  | Charleston      | "Put a Lid on it"—Squirrel Nut Zippers         | A Salvo          |
| María Fernanda Yépes   | 24 (7,8,9)  | Pole Dance      | "Loca"—Alejandra Guzmán                        | A Salvo          |
| Jorge Alberti          | 22 (7,7,8)  | Rumba Flamenca  | "Vino Tinto"—Estopa                            | A Salvo          |
| Jorge Alberti          | 26 (8,8,10) | Baile con Fuego | "Two Worlds Finale"—Phil Collins               | A Salvo          |

### Semana 11
Orden de Baile por famoso, "Con Voto Secreto" y resultado. Esta semana el voto secreto lo emitió Matilde Obregón.
| Famoso                 | Puntuación  | Baile(s)              | Canción                                                | Posición         |
| ---------------------- | ----------- | --------------------- | ------------------------------------------------------ | ---------------- |
| Lambda García          | 26 (9,8,9)  | Latino                | "Come With Me"—Ricky Martin                            | Mayor Puntuación |
| Lambda García          | 27 (9,8,10) | Bajo la lluvia        | "Can't Hold Us"—Macklemore & Ryan Lewis Ft. Ray Dalton | Mayor Puntuación |
| Niurka Marcos          | 25 (8,8,9)  | Rock & Roll           | "Dancin' Fool"—Barry Manilow                           | En Riesgo        |
| Niurka Marcos          | 22 (8,6,8)  | Tap                   | "I'm Yours"—Jason Mraz                                 | En Riesgo        |
| Aura Cristina Geitnher | 25 (8,8,9)  | Quebradita            | "La Maria"—Julión Álvarez                              | En Riesgo        |
| Aura Cristina Geitnher | 23 (8,7,8)  | Pole Dance            | "Ya Te Olvidé"—Yuridia                                 | En Riesgo        |
| Jorge Alberti          | 26 (9,8,9)  | Lírico                | "Dog Day Are Over"—Florence and the Machine            | A Salvo          |
| Jorge Alberti          | 26 (9,8,9)  | Patinaje sobre ruedas | "Music"—Madonna                                        | A Salvo          |
| María Fernanda Yépes   | 27 (9,9,9)  | Bachata               | "Te perdiste mi amor"—Thalía Ft. Prince Royce          | A Salvo          |
| María Fernanda Yépes   | 24 (8,8,8)  | Danza Aérea           | "Rival"—Romeo Santos Ft. Mario Domm                    | A Salvo          |
| Peter "La Anguila"     | 15 (5,4,6)  | Bajo la lluvia        | "El Tiburón"—Proyecto Uno                              | Eliminado        |
| Peter "La Anguila"     | 18 (6,6,6)  | Danza Aérea           | "Colgando en tus manos"—Carlos Baute Ft. Marta Sánchez | Eliminado        |

### Semana 12
Orden de Baile por famoso, "Con Voto Secreto" y resultado. Esta semana el voto secreto lo emitió Emma Pulido
| Famoso                 | Puntuación   | Baile(s)              | Canción                            | Posición         |
| ---------------------- | ------------ | --------------------- | ---------------------------------- | ---------------- |
| María Fernanda Yepes   | 28 (9,9,10)  | Broadway              | "Big Spender"—Shirley Bassey       | En Riesgo        |
| María Fernanda Yepes   | 24 (8,8,8)   | Quebradita            | "Las Bailadoras"                   | En Riesgo        |
| Jorge Alberti          | 24 (8,8,8)   | Cha-Cha-Cha           | "Boys Will Be Boys"—Paulina Rubio  | A Salvo          |
| Jorge Alberti          | 29 (9,10,10) | Danza Aérea           | "Así Era Ella"—Cristian Castro     | A Salvo          |
| Aura Cristina Geithner | 20 (7,5,8)   | Bajo la lluvia        | "Arrasando"—Thalía                 | En Riesgo        |
| Aura Cristina Geithner | 22 (8,7,7)   | Baile con fuego       | "Where Have You Been"—Rihanna      | En Riesgo        |
| Niurka Marcos          | 25 (9,7,9)   | Bajo la lluvia        | "TBC"-Leonel García Ft. María José | En Riesgo        |
| Niurka Marcos          | 20 (7,5,8)   | Pole Dance            | "Love On Top"—Beyonce              | En Riesgo        |
| Lambda García          | 27 (9,9,9)   | Tango                 | "Alejandro"—Lady Gaga              | Mayor Puntuación |
| Lambda García          | 29 (9,10,10) | Patinaje sobre ruedas | "Mamma Maria"—Melissa y Sebastián  | Mayor Puntuación |

### Semana 13La Gran Final
Orden de Baile por famoso, Esta semana no hubo calificación del jurado.
Primera Parte
| Famoso                 | Baile(s)   | Canción                                |
| ---------------------- | ---------- | -------------------------------------- |
| María Fernanda Yepes   | Aqua Dance | "Applause"—Lady Gaga                   |
| Niurka Marcos          | Aqua Dance | "Applause"—Lady Gaga                   |
| Aura Cristina Geithner | Aqua Dance | "Applause"—Lady Gaga                   |
| Lambda García          | Aqua Dance | "Goin' in"—Jennifer Lopez Ft. Flo Rida |
| Jorge Alberti          | Aqua Dance | "Goin' in"—Jennifer Lopez Ft. Flo Rida |

Segunda Parte
| Famoso                 | Baile(s)  | Canción                                  |
| ---------------------- | --------- | ---------------------------------------- |
| Lambda García          | Jive      | "You can't stop the beat"—Hairspray      |
| Aura Cristina Geithner | Salsa     | "La negra quiere tumbao"—Celia Cruz      |
| María Fernanda Yepes   | Freestyle | "Ain't No Other Man"—Christina Aguilera  |
| Niurka Marcos          | Mambo     | "Que rico mambo"—Dámaso Pérez Prado      |
| Daniel Bisogno         | Latino    | "Dance Again"—Jennifer Lopez Ft. Pitbull |

- Jorge Alberti abandono la mitad del programa, debido a una lesión que tuvo con el Aqua Dance y Daniel Bisogno, se ofreció para bailar en lugar de este. Sin embargo el voto del público seguía siendo para Jorge Alberti.

## Baila si puedes
El 27 de abril de 2015, TV Azteca estrenó un nuevo reality de baile titulado Baila si puedes. Los famosos, en lugar de ayudar a una causa, competían por un premio de 1 millón de pesos. No logró el mismo éxito que tuvo México baila.